# Monasterio de El Abrojo
Scala Coeli era un monasterio franciscano de la austerísima regla villacreciana fundado en 1415 en el paraje de El Abrojo de Laguna de Duero, Valladolid, por Fray Pedro de Villacreces (que fue su primer prelado y destacado reformador de la Orden franciscana).
San Pedro Regalado recibió el nombramiento de maestro de novicios del convento por parte de Fray Pedro de Villacreces y, tras el fallecimiento de éste, fue elegido prelado de los monasterios franciscanos de la estricta observancia de La Aguilera (Domus Dei) y El Abrojo (Scala Coeli).
Cerca del convento hubo un casa y bosque real, donde descansaron los Reyes Católicos, Carlos V y Felipe II.
En 1624 se incendiaron tanto el convento como el palacio, quedando destruidos. El monasterio fue reconstruido, pero sufrió posteriores deterioros y se conservan pocos elementos originales: restos de muros, la bodega, la fuente y el estanque.
Exclaustrado, actualmente los restos del monasterio están bajo la responsabilidad de los Misioneros Oblatos de María Inmaculada, que tienen un seminario en las inmediaciones.
- Datos: Q28032017